# Palcmanská Maša
Palcmanská Maša (słow. vodná nádrž Palcmanská Maša) – sztuczny zbiornik wodny powstały na skutek spiętrzenia rzeki Hnilec w jej górnym biegu.
Zalew znajduje się w Słowackim Raju (Slovenský raj) i ma powierzchnię 85 hektarów. Sztuczny zbiornik, którego budowę ukończono w roku 1956, stanowi element elektrowni szczytowo-pompowej. Woda ze zbiornika płynie na południe pod wzniesieniem Dobšinský kopec do miejscowości Vlčia dolina koło Dobszyny i napędza turbiny tamtejszej elektrowni. Jest to pierwsza większa elektrownia szczytowo-pompowa, jaka została zbudowana na terenie Słowacji. Po rekonstrukcji z 2003 roku posiada dwie turbiny odwracalne o mocy 12 MW każda. Godne uwagi jest to, że woda napędzająca turbiny pochodzi z dorzecza Hnilca, a odprowadzana jest do dorzecza Slanej.
Na obu brzegach zalewu znajduje się kompleks wypoczynkowy z centrum w miejscowości Dedinky. Zbiornik wykorzystywany jest także do prowadzenia gospodarki rybnej oraz do uprawiania sportów wodnych.